# 萨尔布吕肯乒乓球俱乐部
萨尔布吕肯乒乓球俱乐部是一支主場位於萨尔布吕肯的德国乒乓球俱乐部。該俱樂部以前是薩爾布呂肯足球俱樂部的一部分，1966年以前薩爾布呂肯足球俱樂部就派出乒乓球代表隊參加西德國內的乒乓球聯賽。2011年起薩爾布呂肯足球俱樂部將乒乓球代表隊劃出，萨尔布吕肯乒乓球俱乐部正式成為獨立的俱樂部。2009年起，萨尔布吕肯乒乓球俱乐部一直是德国乒乓球甲级联赛的參賽球隊，并于2020年首次夺得德国乒乓球甲级联赛冠军。